# 横浜新都市交通2000形電車
横浜新都市交通2000形電車（よこはましんとしこうつう2000がたでんしゃ）は、横浜シーサイドライン（旧・横浜新都市交通）に在籍し金沢シーサイドラインで運用されているAGT（新交通システム）車両。

## 概要
1989年（平成元年）のシーサイドライン開業当初から運用されていた1000形に代わる車両として「Friendly:人にやさしくお客さまに親しまれる車両，Safety:安全性を重視するとともに故障に強い車両，Eco:省エネに配慮した車両」を基本コンセプトに製造された。製造元は事業継承前は東急車輛製造、事業継承後は総合車両製作所横浜事業所。
2011年2月26日のダイヤ改正から1編成5両の第31編成が営業運転を開始。当初は2015年までに1000形の16編成80両を置き換えるとしていたが、1年前倒しの2014年5月には置き換えを完了することになった。その後、2019年には2編成が増備されている。

### 外観
車体は同社初のステンレス製。東急車輛製造の製品としては、初めて側構体にレーザー溶接を本格採用し、滑らかな仕上がりになっている。外板仕上げはBG（ベルトグラインド）#80。車体長はホームドアの関係で1000形と同じ8,000mm。デザインは多摩美術大学の客員教授が手がけたもので、海・波・水面が光を受けたきらめき、船の帆や旗がはためいている風景、軽やかで華やかな躍動感を、カラー7色の組み合わせによる三角形の幾何学模様で表現している。沿線住民が集まる懇談会でデザインが決定した。
第46編成については、黒・赤のラインを基調としたデザインに変更される。黒は「夜空」、赤は「朝明け」を表し、窓横の星のデザインは「夜明け前の星」を表している。また、LED前照灯も第46編成で初めて採用された。第48編成は「進む、繋げる、シーサイドウェーブ」というコンセプトに基づき、海をイメージした青色をベースに、明るい水色や温かみのある黄色を配色し、車両の直線的な形状に対し、曲線のカラーリングデザインをあわせることで、親しみやすさを込めたカラーリングとした。

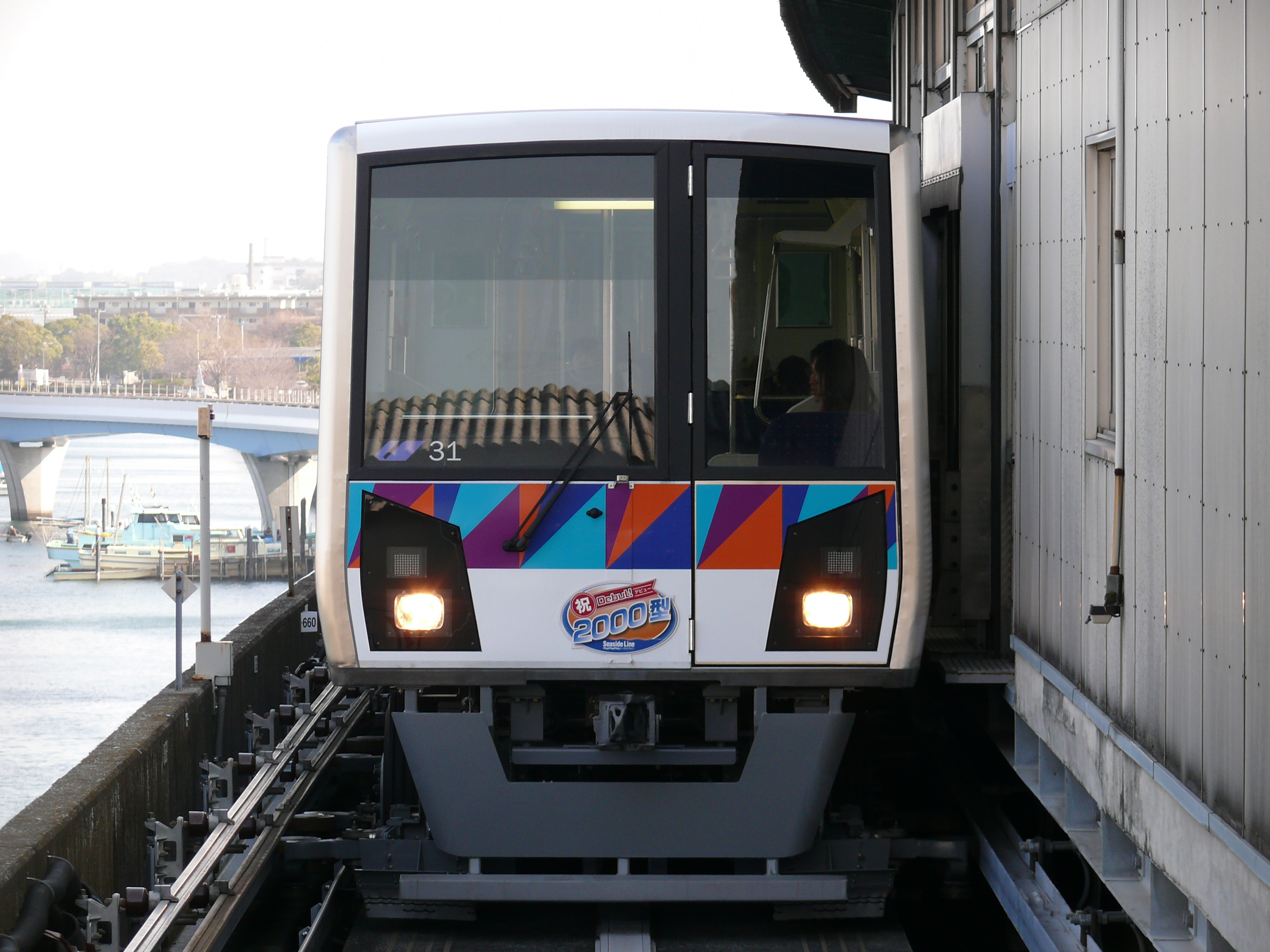
幾何学模様を採用した前面帯。
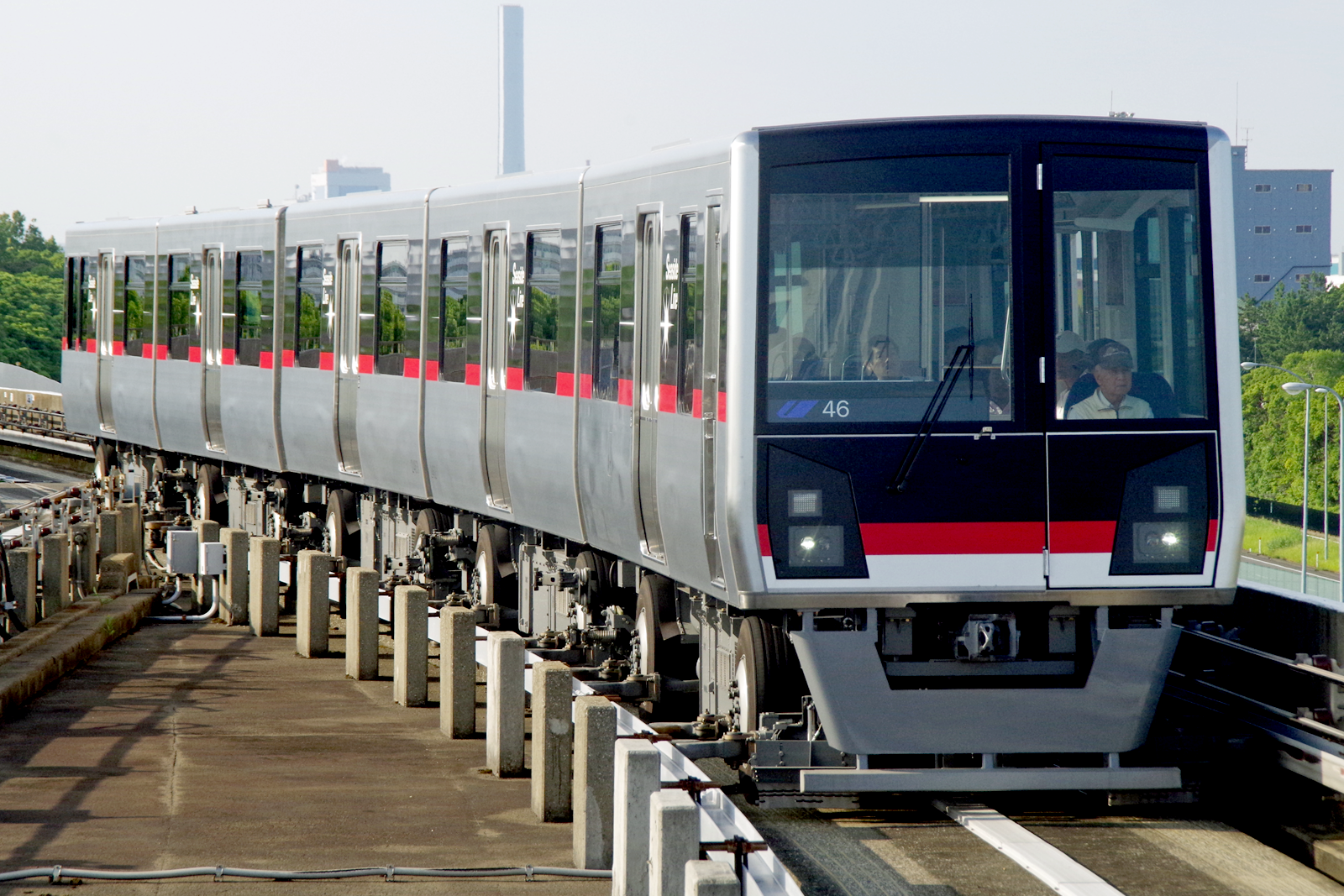
黒と赤いラインの特別色になった第46編成。
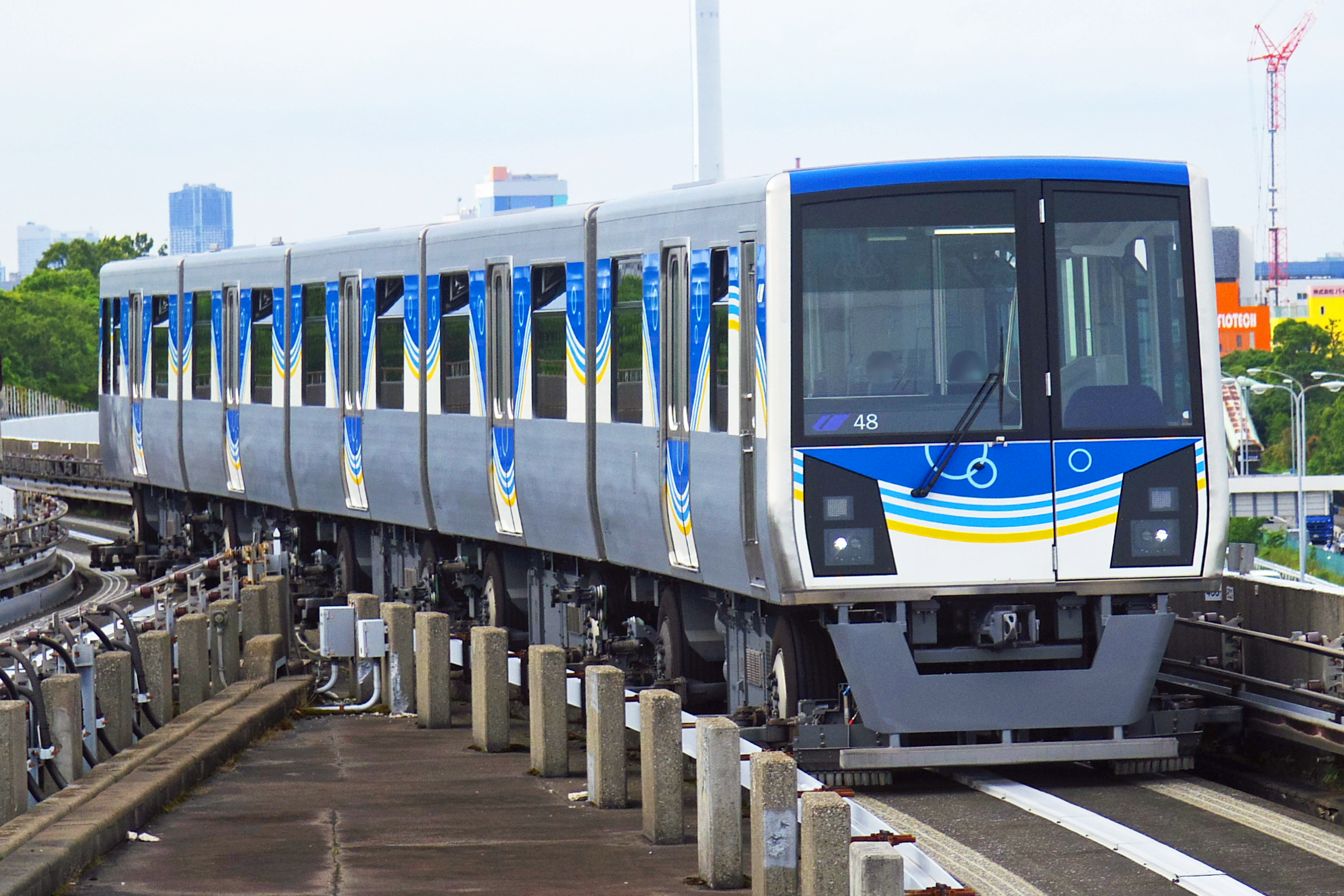
波模様をイメージした特別色の第48編成。

### 座席
座席はロングシートとクロスシート。クロスシートは同社で初の導入となった。また1000形では立ち入り禁止であった運転席スペースも、無人運転に限り開放され、左右の2席のみ着席が可能となった。これも同社初の試みである。

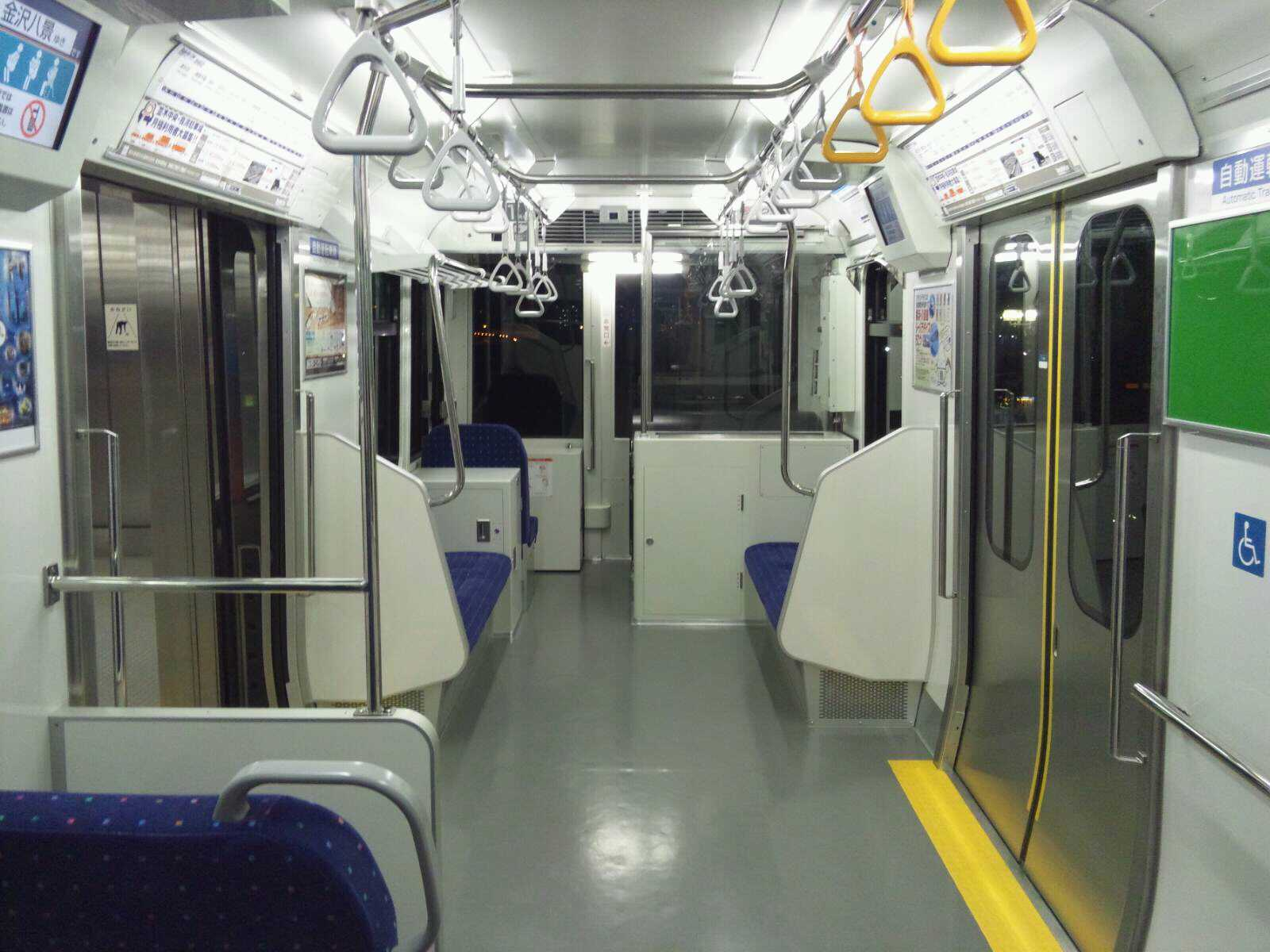
車内
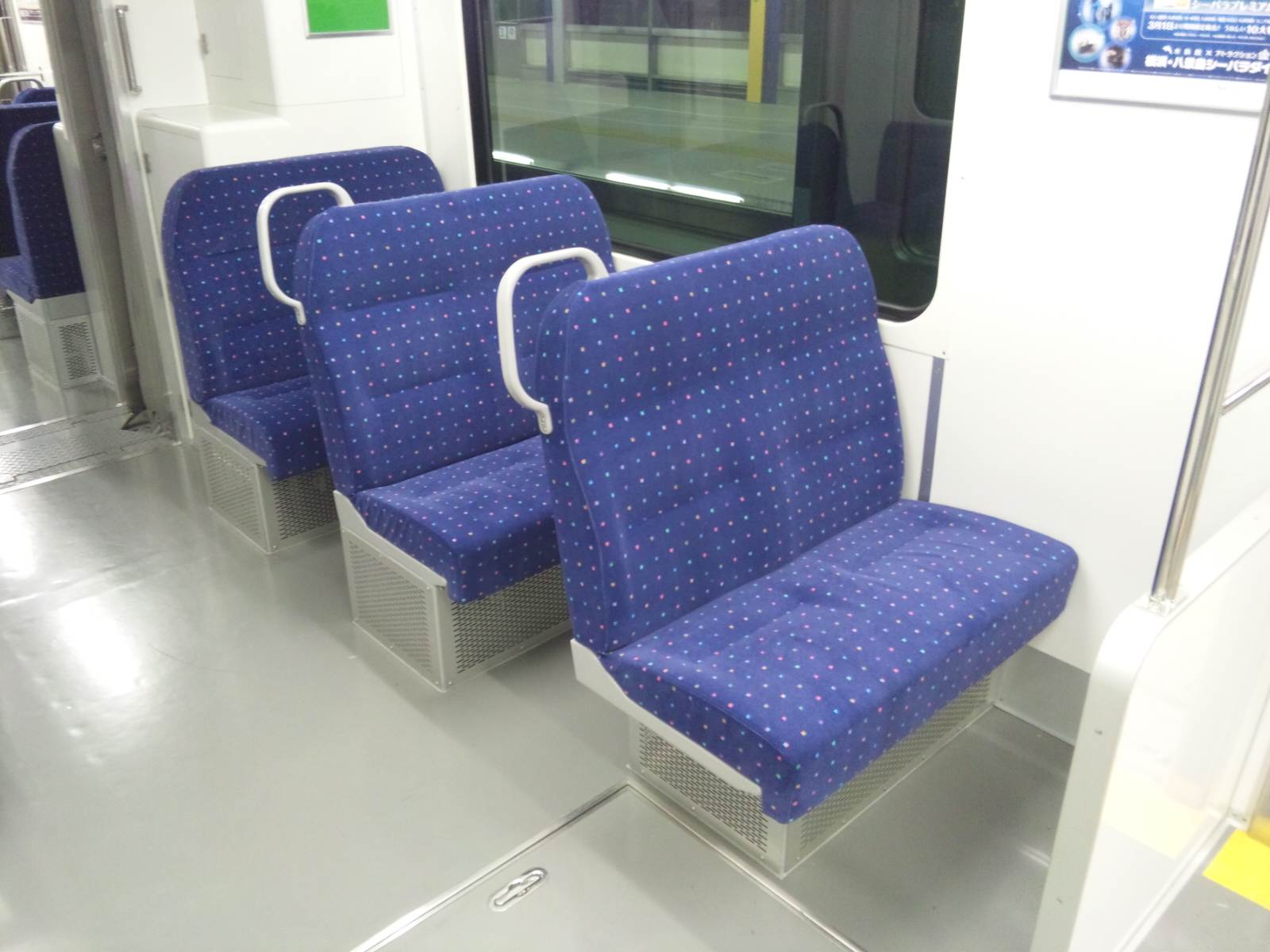
初導入となったクロスシート
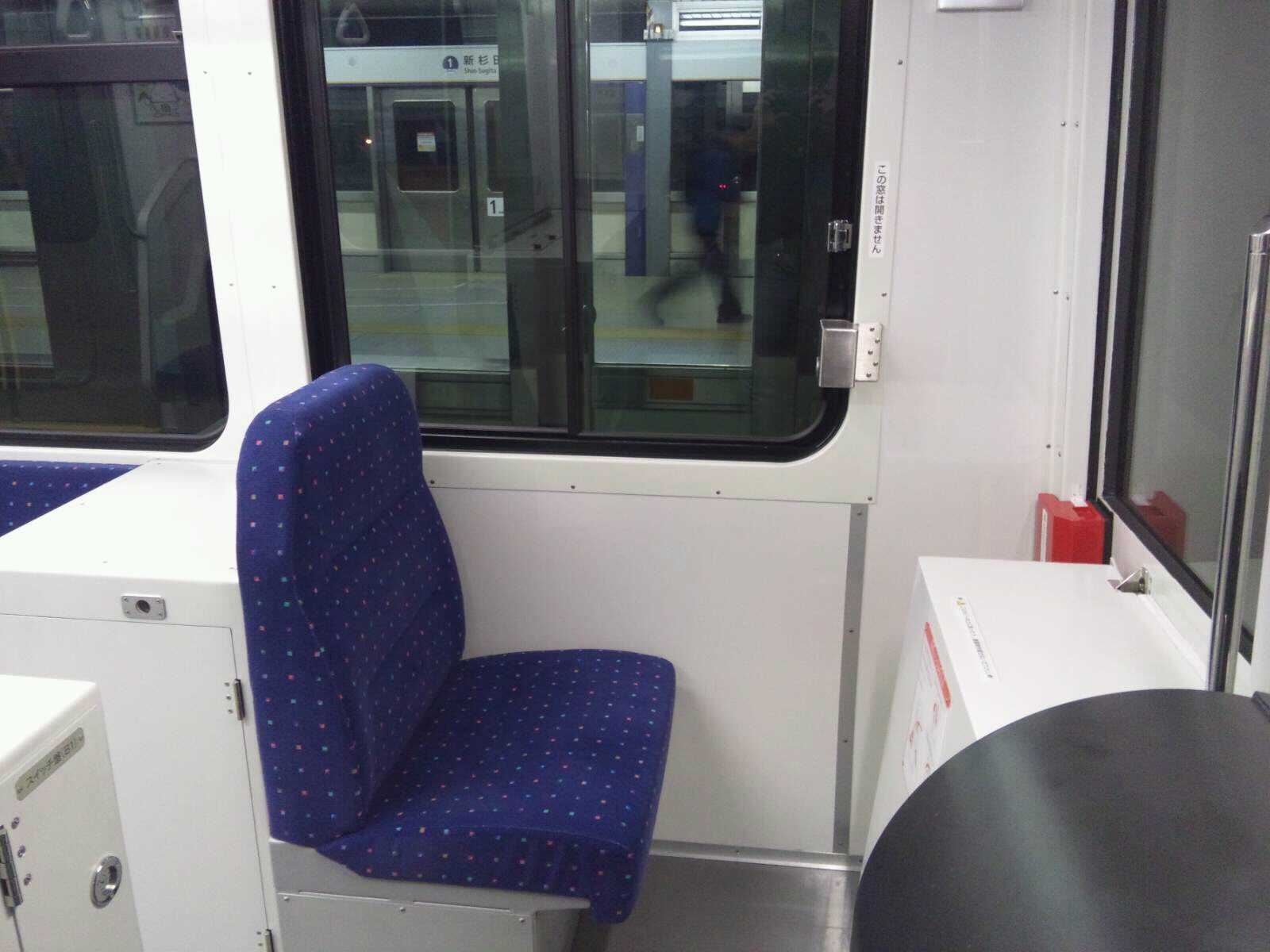
運転席スペースの座席
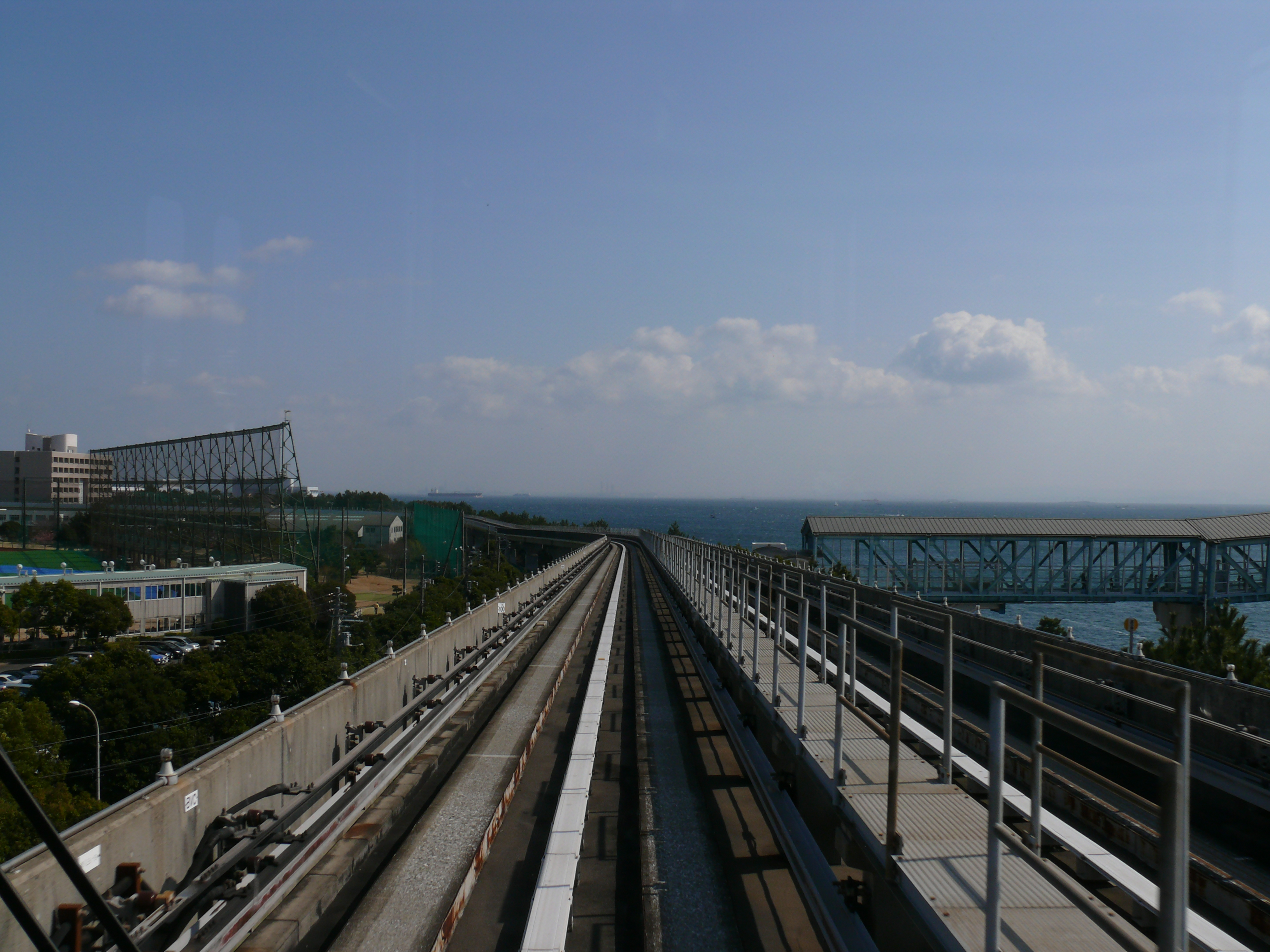
運転席スペースから望む前面展望
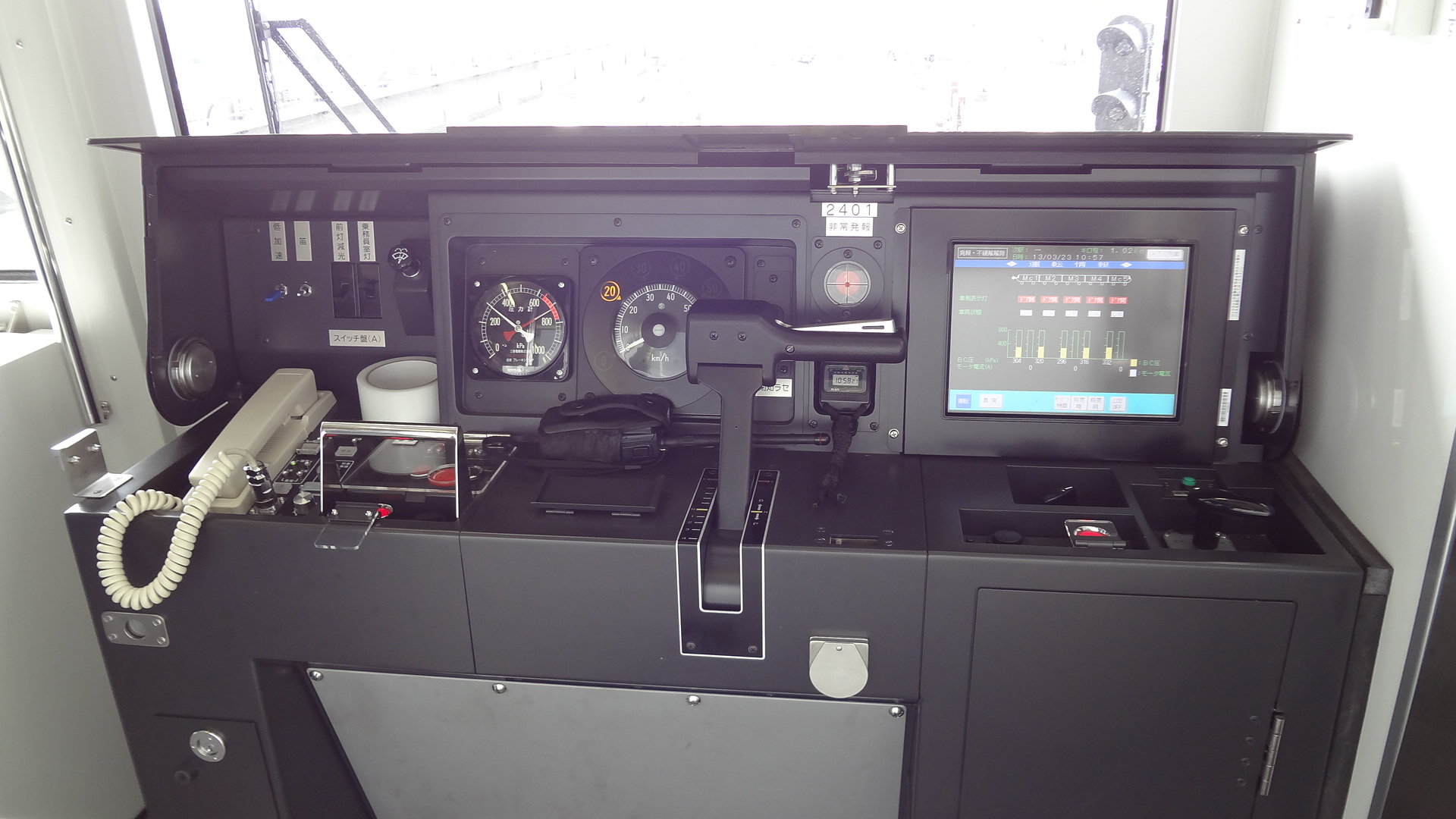
運転台
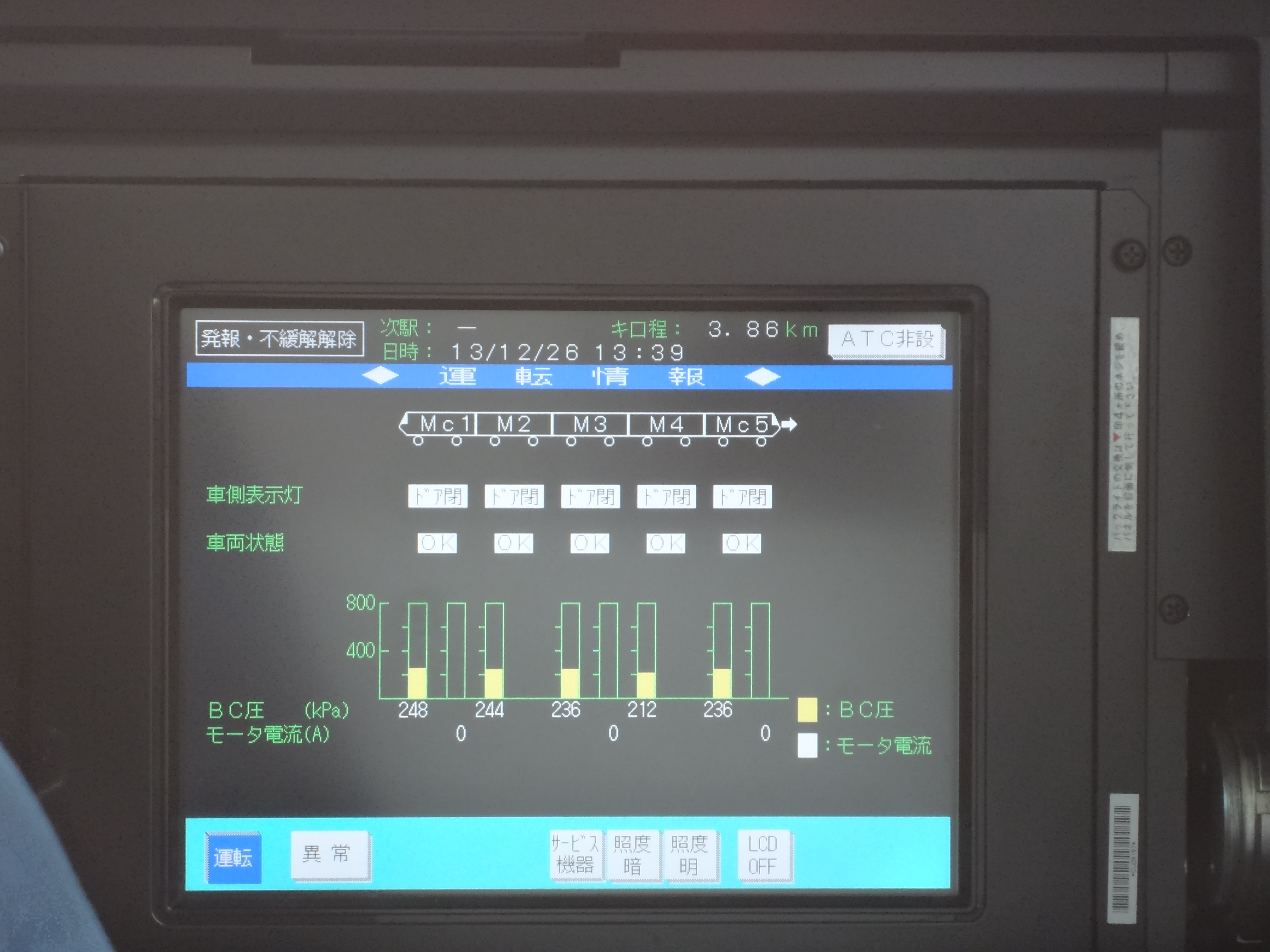
運行情報パネル

### 車内装備
- 1000形より幅10cm、高さ5.5cm広がり、車椅子スペース・弱冷房車・優先座席（全席でなく一部座席となった）は標準で設けられた。
- 当路線の大半は無人駅であることから車内の防犯上、防犯カメラが1両に2基ずつ搭載されている。防犯カメラ設置は通勤用車両では埼京線の205系電車に次ぐ2番目の事例である。
- 度々、乗客から要望が出ていた荷物棚も設置されている。
- 客室側窓のカーテンは省略され、遮光性の高いガラスを採用した。
- 換気できるよう、窓は開閉することができる。
- 開く時に3回、閉まる時に4回鳴るドアチャイムが設置されている。
- ドア開閉表示灯（ドア開閉時に赤く点滅）・路線情報を流す液晶ディスプレイ (LCD) 方式の車内案内表示装置（映像情報配信装置・トレインビジョン・VIS）も設置している。
- 2013年7月17日から導入される第42編成より、車内照明がLED照明になっている。AGTでは初めての事例である[10]。

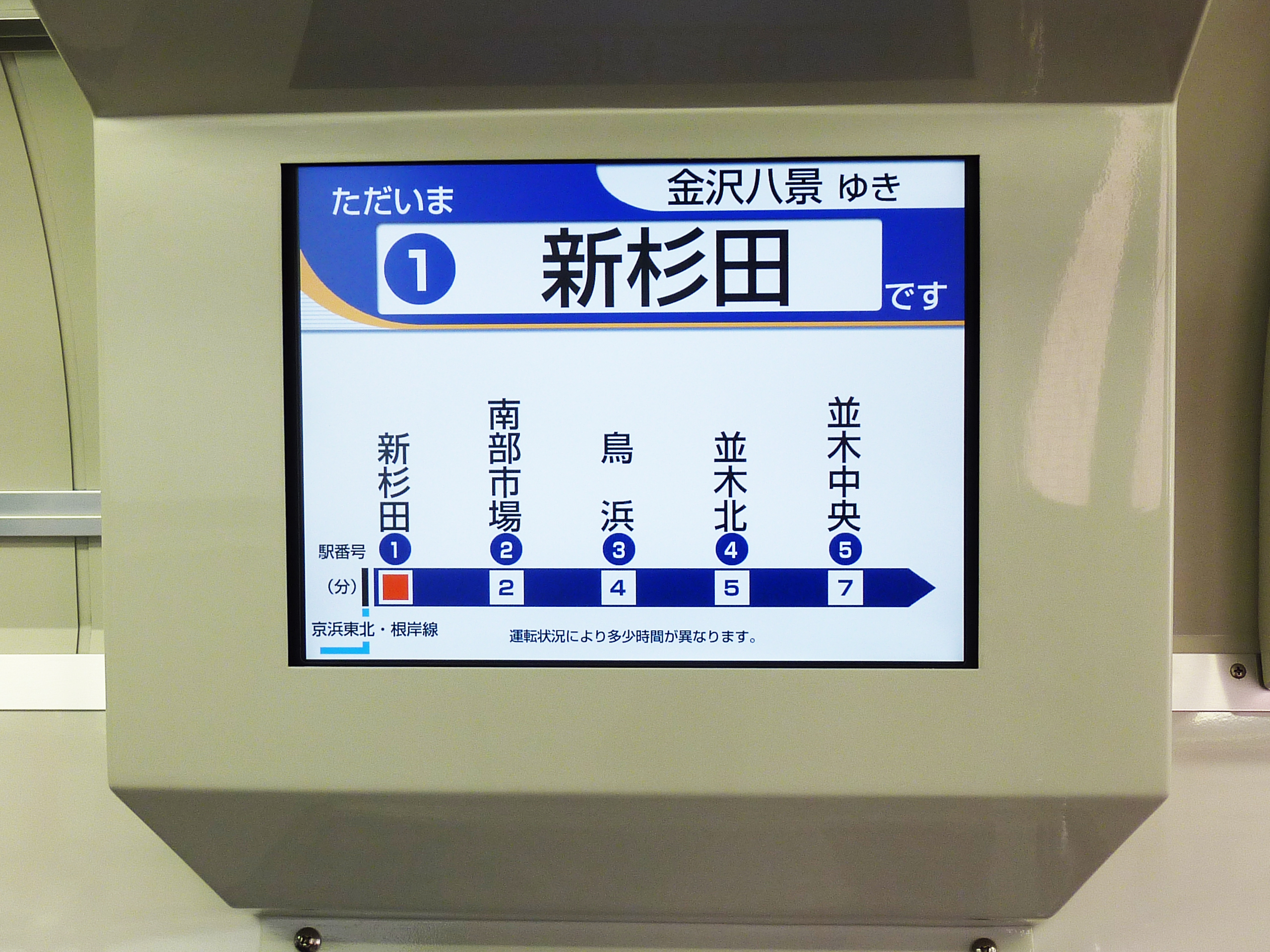
第46編成までの車内案内表示器
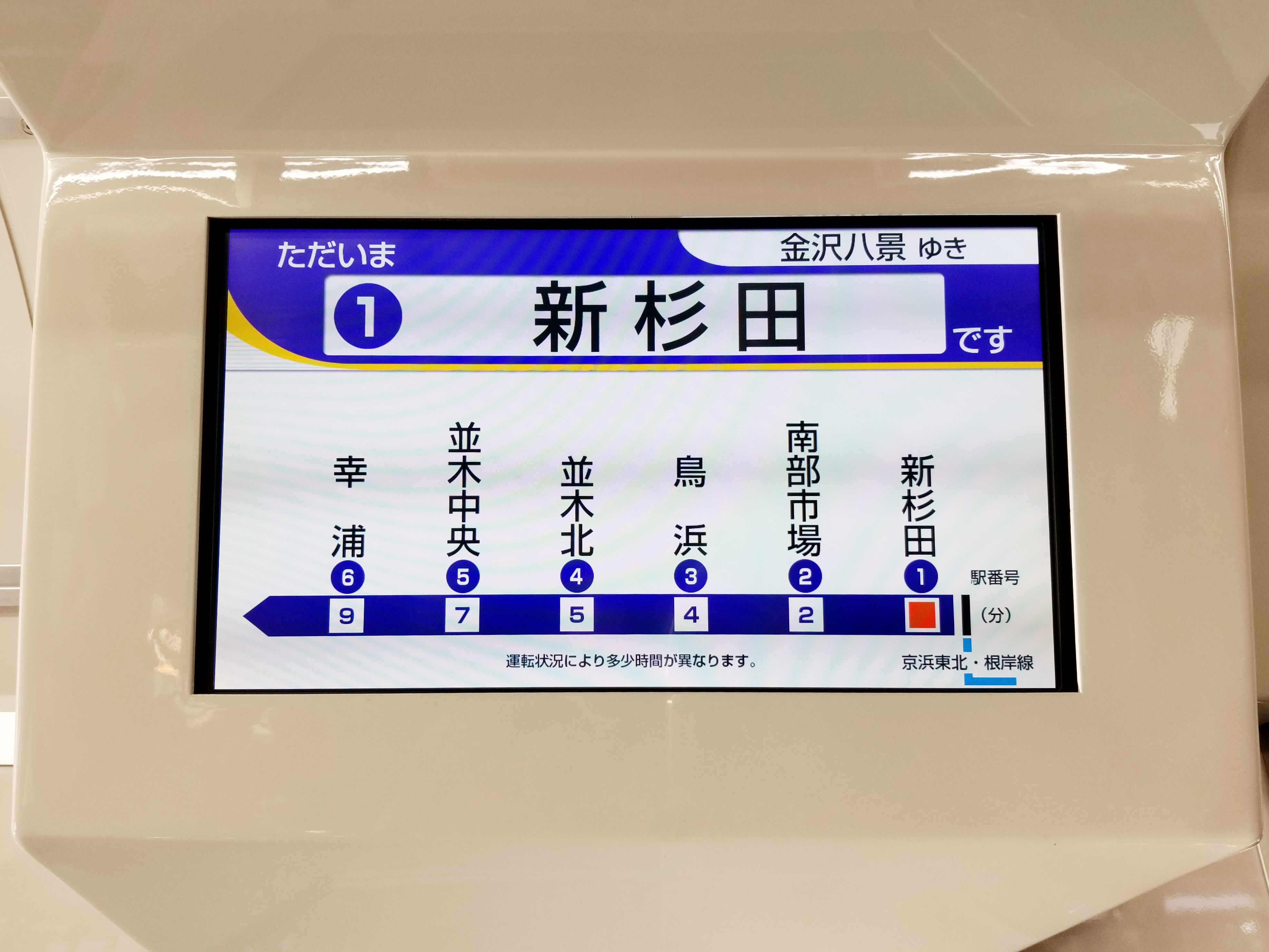
第47編成以降の車内案内表示器(17インチに大型化)

### 主要機器
- 主制御器には東洋電機製造製の2レベルIGBTによるVVVFインバータ制御装置、RG6013-A(1)･B(1)-Mを採用した（PGセンサレス ハイブリッドベクトル制御・純電気ブレーキ対応）[2]。1C2M仕様のものをMc1車およびMc5車に、1C1M仕様のものをM3車に装備する[2]。
- 主電動機はかご形三相誘導電動機のTDK6452-A（端子電圧550V、電流162A、力率85.5%、周波数49Hz、1時間定格出力120kW、定格回転数1,445rpm、すべり1.8%、効率91.0%）を採用した[2]。
- 補助電源装置には静止形インバータ(SIV)のSVM38-4055A（定格容量 38kVA）を採用した[2]。出力電圧はSIVによる三相交流200V/60Hzのほか、変圧器による単相交流100V/60Hzが2kVA、整流器による直流100Vが5kWである（いずれもSIV箱に内蔵）[2]。編成中で2台搭載し、1台が故障した際には故障していないSIVから受給電装置を介して電力を供給する[2]。

## 編成
1000形と優先席・車椅子スペースの位置が異なる。製造は事業継承前は東急車輛製造、事業継承後は総合車両製作所横浜事業所。
車両番号の付与方法は、千の位で2000形を表す「2」を、百ならびに十の位で製造順を（第一編成であれば「01」）、一の位で編成内における連結順を示すという、横浜市営地下鉄の各形式に準じた方式が採用されている。
|                                                 | ← 金沢八景新杉田 → |                 |               |                 |                  |
| 号車                                            | 1                  | 2               | 3             | 4               | 5                |
| 形式                                            | 2○○1 (Mc1)         | 2○○2 (M2)       | 2○○3 (M3)     | 2○○4 (M4)       | 2○○5 (Mc5)       |
| 設備                                            | 優先席             | 優先席 弱冷房   | 優先席        | 優先席          | 優先席           |
| 搭載機器                                        | 主電動機 VVVF CP   | 主電動機 SIV BT | 主電動機 VVVF | 主電動機 SIV BT | 主電動機 VVVF CP |
| - Mc：制御電動車 - M：電動車 - ：車椅子スペース |                    |                 |               |                 |                  |

## 運用
現在は全列車が2000形で運転されている。1000形の引退前は、全編成が1000形と共通運用で運用上の区分はなかった。

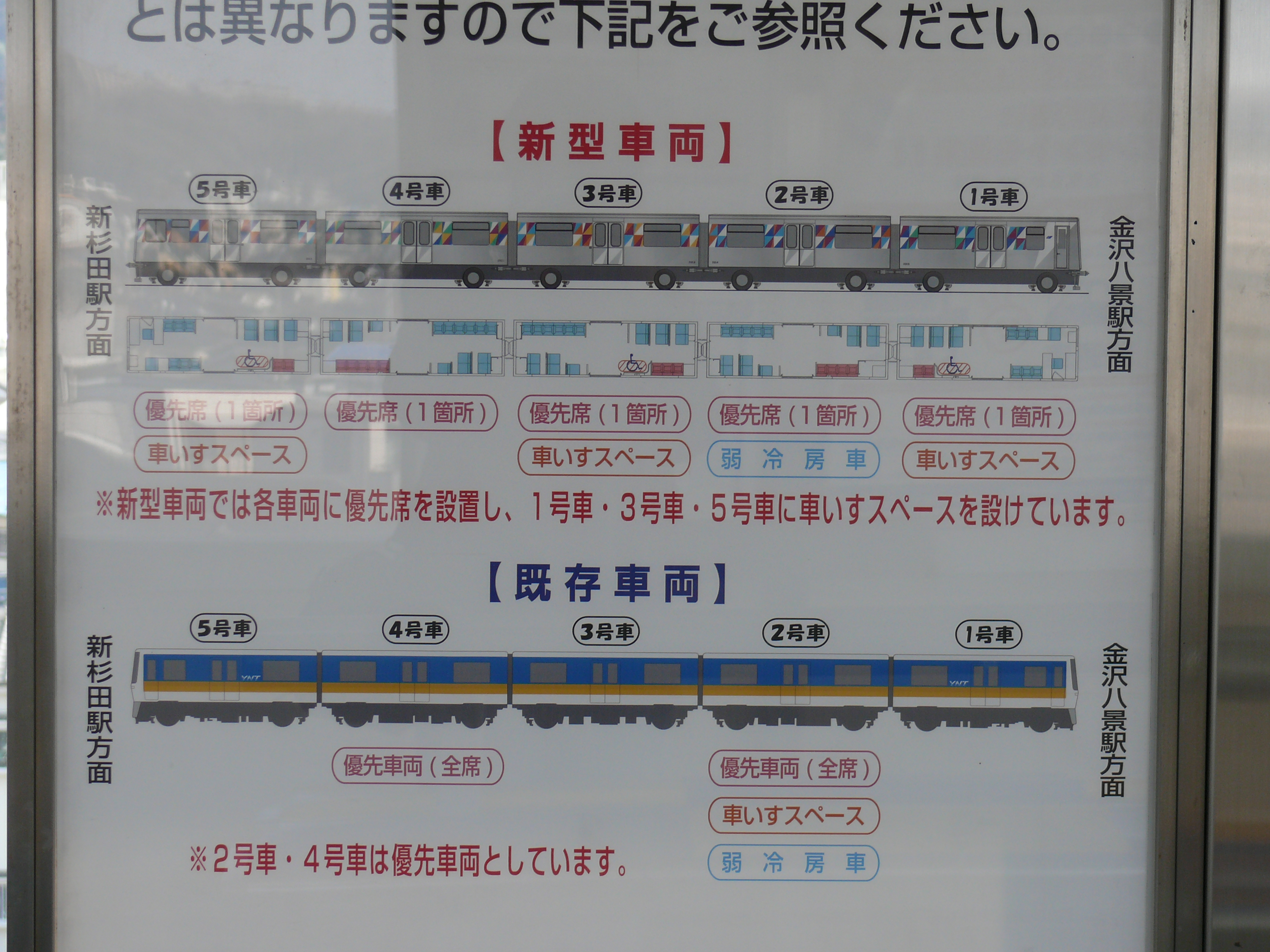
各種設備位置の相違に関する注意喚起ポスター。

## 廃車
金沢シーサイドライン新杉田駅逆走事故で破損した41編成が廃車となり、2021年に同車番で全車が代替新造された。